# Parque nacional Bandingilo
El parque nacional Bandingilo es un área natural protegida en Sudán del Sur, se encuentra localizada al centro sur de ese país, en el estado de Ecuatoria Central cerca de la capital del país Juba. Fue declarado parque nacional en 1986 y cuenta con una extensión de 16.500 km².
La altitud del parque varía entre los 200 y 500 m s. n. m. El parque se encuentra en el Sudd,  una de las mayores regiones de pradera inundada en África. Bandingilo es un importante refugio para aves en la región, entre las que se pueden apreciar se encuentran  cernícalo zorruño, turaco de cresta blanca, chotacabras, abejarucos, abubillas arbóreas, tockus, barbudos africanos, capitónidas, entre otros, aunque también lo habitan jirafas, búfalos cafre, alcelafo, ciervo cabra redunca y cobos.